# Lucidité passagère
Lucidité passagère es una película dramática canadiense, estrenada en 2009. Es una película colectiva dirigida por Fabrice Barrilliet, Nicolas Bolduc, Julien Knafo y Marie-Hélène Panisset, la película se centra en un grupo de amigos que atraviesan crisis personales al llegar a los 30.
El elenco de la película incluye a Daniel Parent, Hélène Florent, Erik Duhamel, Mario Saint-Amand, Maxim Roy, Sylvain Bissonnette, Judith Baribeau, Pierre-Olivier Fortier, Jean-René Ouellet, Karolyne Barrilliet, Vassili Schneider, Leanne Hebert-Nguyen, Vanessa Brown , Dominique Desrochers, Marianne Farley, Dominic Leblanc y Brigitte Paquette
La película se estrenó en el Festival International du Film Francophone de Namur en octubre de 2009, antes de su estreno en cines en 2010.
Knafo recibió una nominación al premio Jutra a la Mejor Música Original en la 13.ª edición de los premios Jutra en 2011.

## Reparto
- Daniel Parent como Rémi
- Erik Duhamel como Fred
- Maxim Roy como Maggie
- Judith Baribeau como Émilie
- Jean-René Ouellet como Dr. Jeanson
- Vassili Schneider como Thierry
- Vanessa Brown como Roxanne
- Marianne Farley como Vicky
- Hélène Florent como Véronique
- Mario Saint-Amand como Mathieu
- Sylvain Bissonnette como Antoine
- Pierre-Olivier Fortier como Dany
- Karolyne Barrilliet como Mère
- Brigitte Paquette como Dr. Ménard